# Francisco Jiménez Maza

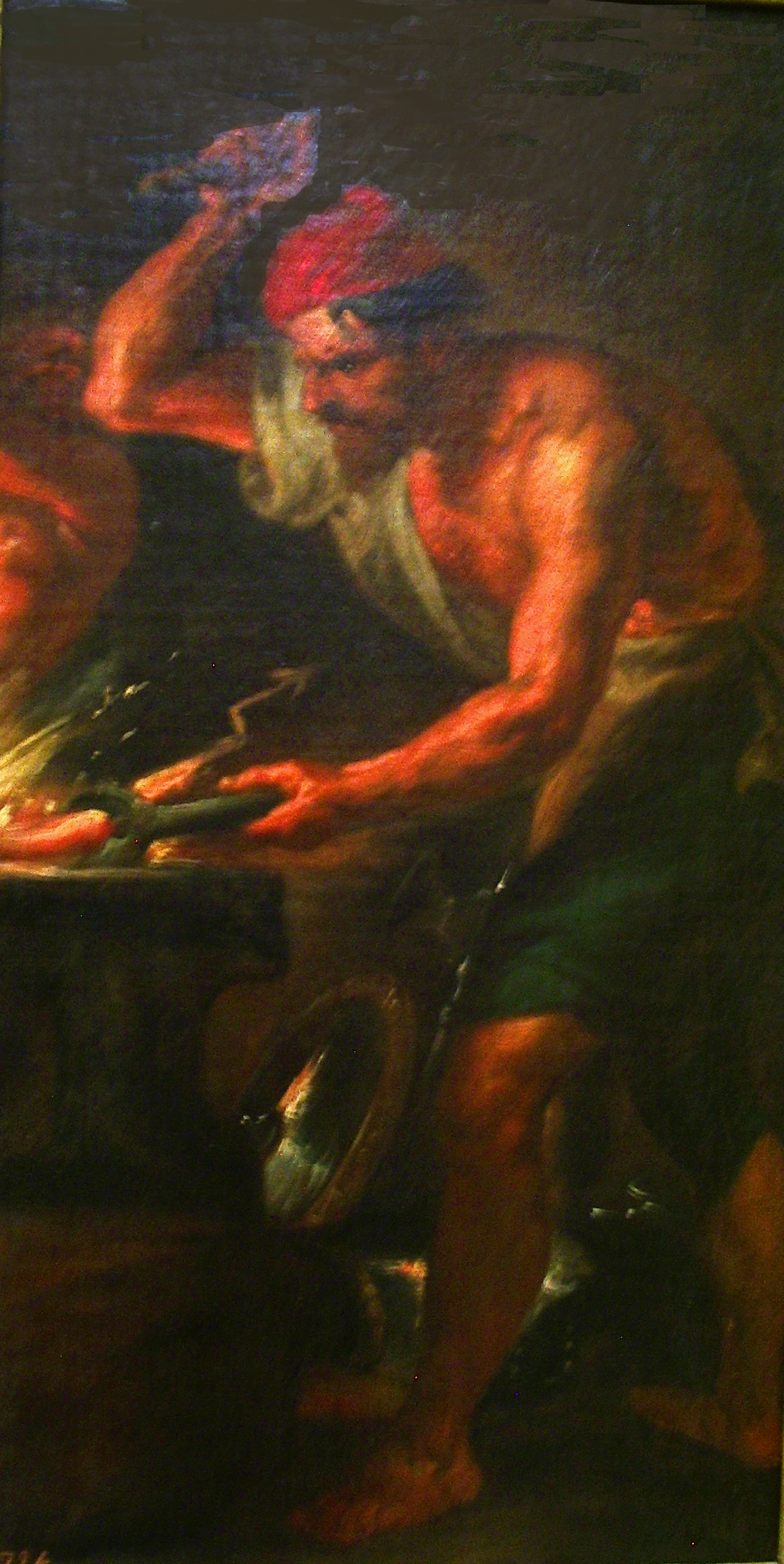
Vulcano, copia de Rubens.

Francisco Jiménez Maza (o Francisco Ximénez Maza, en su ortografía antigua) (Tarazona, 1598-Zaragoza, 1 de enero de 1670) fue un pintor español del barroco que desarrolló su obra en Aragón.
De familia hidalga de Tarazona marchó muy joven a Roma para formarse como pintor. Fue muy activo en iglesias de las actuales provincias de Zaragoza y Teruel.
Se casó con Isabel María Maycas, con la que no tuvo hijos. Falleció en Zaragoza el primer día de 1670 siendo enterrado en el convento del Carmen.
Según el testimonio de Jusepe Martínez destacó por su colorido y dibujo, pero no tanto por su composición. Al parecer fue muy prolífico, lo que restó lucimiento a su obra.
Obras suyas son una Adoración de los Reyes, copia de Rubens, en capilla dedicada a la Epifanía de la Catedral de Teruel de hacia 1645, una Venida de la Virgen del Pilar a Zaragoza, conservada en el ayuntamiento de dicha ciudad, de 1655 y los frescos de la cúpula y los lienzos de la Serie sobre San Pedro Arbués de La Seo de Zaragoza, de la Capilla de san Pedro Arbués, también de 1655.